# Lebanon (Kansas)
Lebanon es una ciudad ubicada en el condado de Smith en el estado estadounidense de Kansas. En el año 2010 tenía una población de 218 habitantes y una densidad poblacional de 272,5 personas por km².
En 1918, un estudio científico estableció el centro geográfico de los 48 estados contiguos de los EE. UU. a unas 2,6 millas (4,2 km) al noroeste de Lebanon, y posteriormente se erigió un monumento en el sitio. El centro geográfico de los 50 estados de EE. UU. se encuentra cerca de Belle Fourche, Dakota del Sur.

## Geografía
Lebanon se encuentra ubicada en las coordenadas 39°48′38″N 98°33′22″O / 39.81056, -98.55611 (39.810492, -98.556061).

## Demografía
Según la Oficina del Censo en 2000 los ingresos medios por hogar en la localidad eran de $23,056 y los ingresos medios por familia eran $28,846. Los hombres tenían unos ingresos medios de $22,750 frente a los $13,250 para las mujeres. La renta per cápita para la localidad era de $12,245. Alrededor del 22.1% de la población estaban por debajo del umbral de pobreza.